# Liubangosaurus
Liubangosaurus (лат.) — род динозавров-зауроподов, живших в течение нижнего мела на территории современного Китая.
Типовой и единственный вид Liubangosaurus hei был назван и описан в 2010 году Мо Jinyou, Xing Xu и Eric Buffetaut. Название рода относится к деревне Liubang. Видовое название дано в честь профессора Хэ Синьлу. Останки были найдены около деревни Liubang в Гуанси в слоях формации Napai, относящихся к апту — альбу. Они состоят из пяти спинных позвонков.
Учёные, описавшие таксон, поместили Liubangosaurus в группу Eusauropoda. В 2013 году другая группа палеонтологов уточнила положение рода до клады Somphospondyli.